# 東京市電気局乙100形電車
東京市電気局乙100形電車（とうきょうしでんききょくおつ100がたでんしゃ）は、1941年（昭和16年）に登場した東京市電気局（後の東京都交通局）の路面電車専用の電動貨車。
1941年に乙10形の台車及び電装品等を流用し、両運転台の車体を新造。全部で8両が製造されたが、うち4両が戦災によって焼失した。戦時中の燃料不足によりトラック輸送が打撃を受けるなか、輸送事業に従事していたが、戦後は花電車用ぐらいでしか使用されず、1953年（昭和28年）に全車廃車となった。